# Obrzyce
Obrzyce (niem. Obrawalde) – wschodnia część Międzyrzecza (TERYT 0935535), powstała przy kompleksie szpitalnym dla psychicznie chorych, wybudowanym w latach 1901–1904. Od 1928 roku w granicach geodezyjnych miasta Międzyrzecz.

## Historia

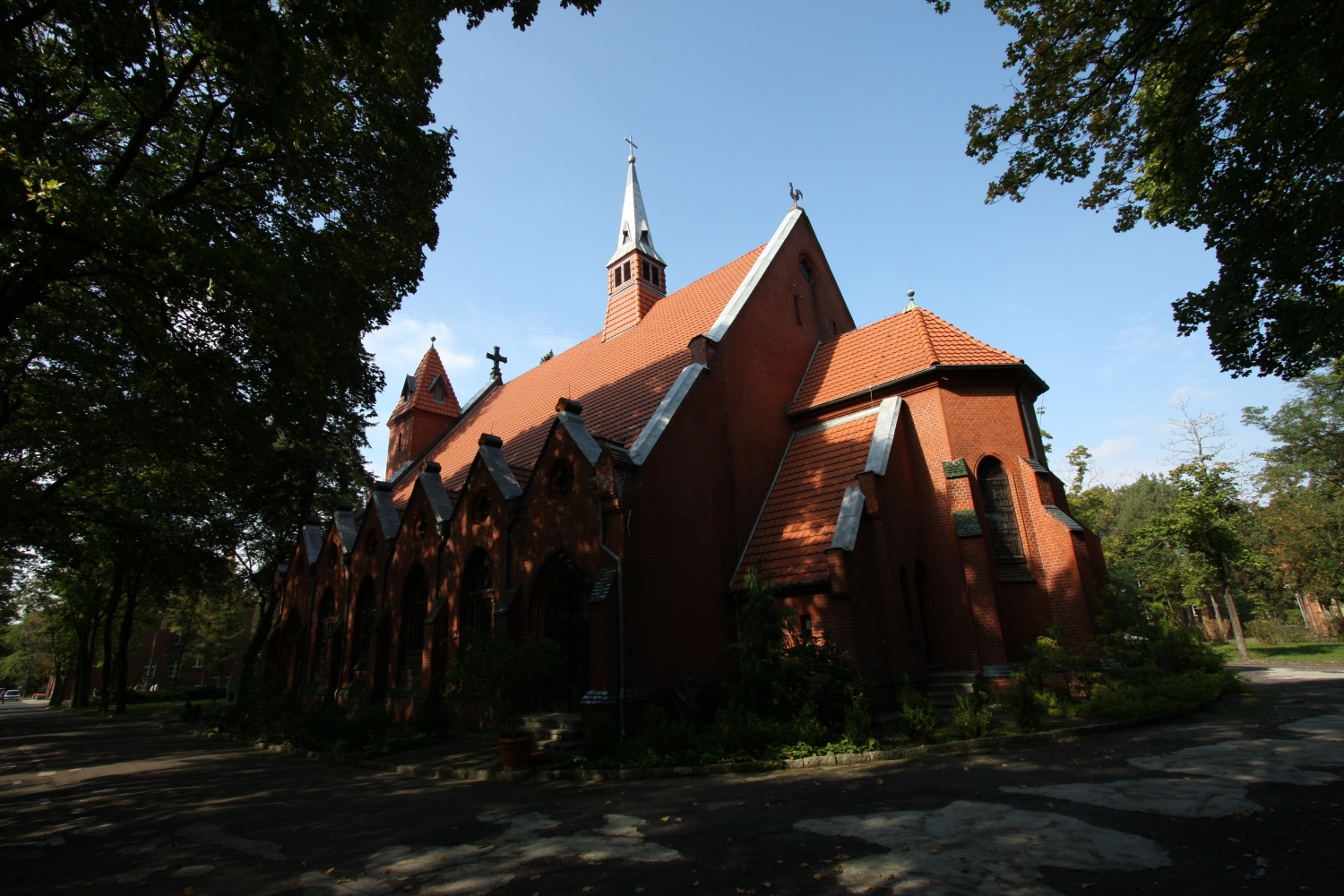
Kościół

Architektem całego kompleksu szpitalno-mieszkalnego był międzyrzeczanin Kübler. Jego otwarcie nastąpiło 2 listopada 1904, a całości nadano nazwę Obrawalde (pol. Las Obrzański). Inwestycję zlokalizowano 3 kilometry na wschód od centrum miasta, przy drodze prowadzącej do Poznania (obecna droga wojewódzka nr 137 – ulica Poznańska). Szpital nazwano (4. Posensche) Provinzial-Irrenanstalt Obrawalde bei Meseritz (pol. 4 Poznański Prowincjonalny Zakład dla Obłąkanych w Obrzycach koło Międzyrzecza). W pierwszej fazie powstało 13 pawilonów dla chorych, gmach administracyjny, kościół, budynki zaplecza gospodarczego i technicznego oraz domy mieszkalne.
Oprócz funkcji leczniczych, w latach 1922–1928 Obrzyce pełniły rolę ośrodka administracyjnego dla utworzonej w 1922 roku Marchii Granicznej Poznańsko-Zachodniopruskiej. Zarząd prowincji zajmował część budynków, w których odbywały się m.in. posiedzenia landtagu prowincji.
W lecie 1939 rozpoczęły się przygotowania zakładu do akcji T4, która w obrzyckim szpitalu rozpoczęła się w 1942 i trwała do stycznia 1945.

## Zabytki

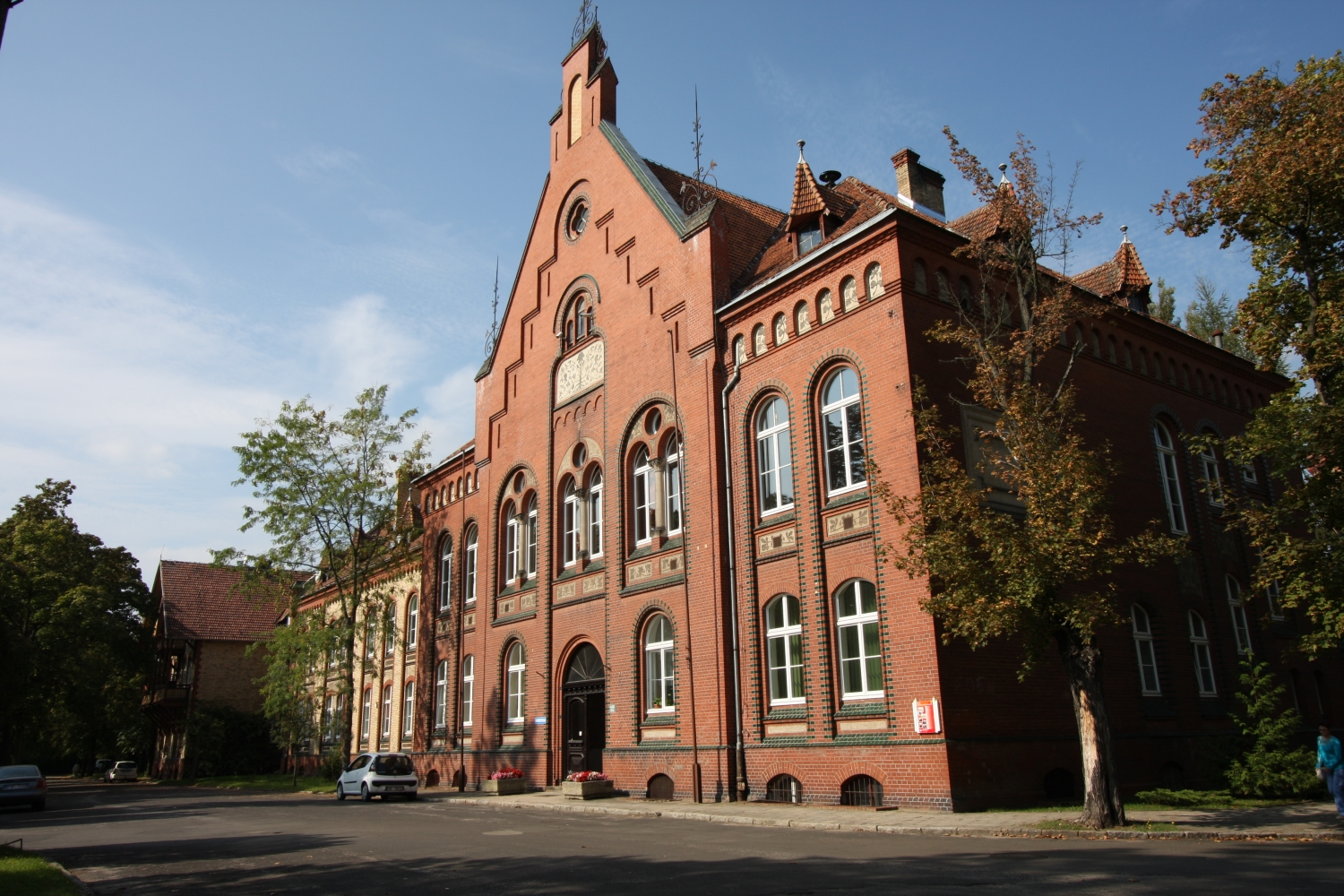
Główny budynek administracyjny

Zabudowa zakładu jest symetryczna. Główną oś wyznacza od południa budynek administracji, a od północy kostnica. Po obu stronach osi głównej usytuowane są pawilony dla chorych. W kolejnych latach szpital był rozbudowywany. Wokół niego powstały także zabudowania mieszkalne dla personelu (obecnie ul. Leśna i część ul. Długiej). Niemal cała zabudowa wzniesiona została w stylu neogotyckim. Całość budowli otoczona jest szlachetnym drzewostanem, a cały układ przestrzenny poprzecinano alejami. Po II wojnie światowej pomiędzy kompleksem szpitalnym, a miastem Międzyrzecz wybudowano osiedla wielo- i jednorodzinne.
Do wojewódzkiego rejestru zabytków wpisane są:
- pawilony dla chorych
- gmach dyrekcji
- kościół, obecnie filialny pw. Podwyższenia Krzyża Św.
- cmentarz
- kostnica
- wieża ciśnień
- pralnia
- lodownia
- mieszkania personelu
- kuchnia
- park szpitalny